# Pig
Pig (en español, Rob el cerdo) es una película dramática estadounidense de 2021 escrita y dirigida por Michael Sarnoski en su debut como director. Está protagonizada por Nicolas Cage, Alex Wolff y Adam Arkin, y sigue a un recolector de trufas cuyo amado cerdo buscador de trufas es robado. Fue estrenada en cines en los Estados Unidos el 16 de julio de 2021 por Neon. La película recibió elogios de la crítica, quienes alabaron su dirección y temas, así como la actuación de Cage. Cage recibió una nominación a Mejor Actor en los la edición número 27 de los Premios de la Crítica Cinematográfica.

## Reparto
- Nicolas Cage como Robin "Rob" Feld
- Alex Wolff como Amir
- Adam Arkin como Darius
- Nina Belforte como Charlotte
- Gretchen Corbett como Mac
- David Knell como Chef Derek Finway
- Beth Harper como Donna/Diner Waitress
- Julia Bray como Female Drug User
- Darius Pierce como Edgar
- Elijah Ungvary como Male Drug User
- Cassandra Violet como Lorelai "Laurie" Feld

## Producción

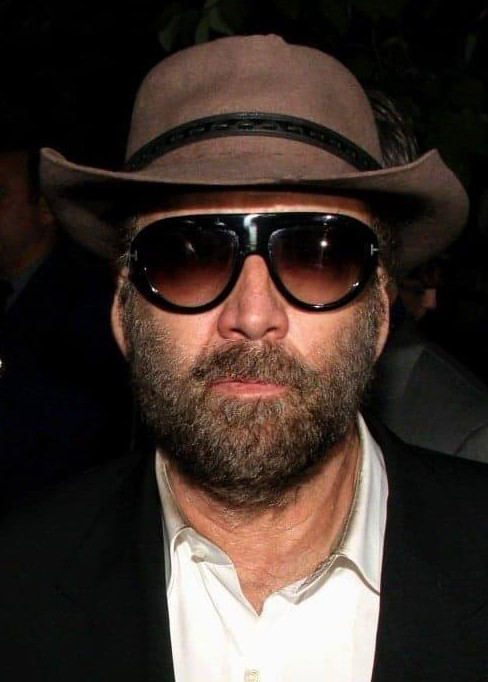
Nicolas Cage, protagonista de la película.

En septiembre de 2019, se anunció que Nicolas Cage y Alex Wolff se habían unido al elenco de la película, con Michael Sarnoski dirigiendo un guion escrito por él.
La fotografía principal comenzó el 23 de septiembre de 2019 en Portland, Oregón, y duró 20 días.

## Estreno
En marzo de 2020, Neon adquirió los derechos de distribución de la película en Estados Unidos. Pig tuvo un estreno en cines en los Estados Unidos el 16 de julio de 2021. Seguido de proyecciones en el Reino Unido y la República de Irlanda el 20 de agosto de 2021.

## Premios y nominaciones
| Premio                                                            | Fecha                   | Categoría                                   | Nominado(s)                      | Resultado | Ref.          |
| ----------------------------------------------------------------- | ----------------------- | ------------------------------------------- | -------------------------------- | --------- | ------------- |
| Asociación de Críticos de Cine de Austin                          | 11 de enero de 2022     | Top 10 Películas                            | Pig                              | Ganadora  |               |
| Asociación de Críticos de Cine de Austin                          | 11 de enero de 2022     | Mejor película                              | Pig                              | Nominado  |               |
| Asociación de Críticos de Cine de Austin                          | 11 de enero de 2022     | Mejor actor                                 | Nicolas Cage                     | Ganador   |               |
| Asociación de Críticos de Cine de Austin                          | 11 de enero de 2022     | Mejor guion original                        | Vanessa Block y Michael Sarnoski | Ganadores |               |
| Asociación de Críticos de Cine de Austin                          | 11 de enero de 2022     | Mejor película debut                        | Michael Sarnoski                 | Ganador   |               |
| Premios de la Asociación de Críticos de Cine de Chicago           | 15 de diciembre de 2021 | Mejor actor                                 | Nicolas Cage                     | Nominado  |               |
| Premios de la Asociación de Críticos de Cine de Chicago           | 15 de diciembre de 2021 | Mejor guion original                        | Michael Sarnoski                 | Nominado  |               |
| Premios de la Asociación de Críticos de Cine de Chicago           | 15 de diciembre de 2021 | Premio Milos Stehlik al Cineasta Revelación | Michael Sarnoski                 | Ganador   |               |
| Coronado Island Film Festival                                     |                         | Best Narrative Audience Award               | Pig                              | Ganadora  | [ 10 ]        |
| Premios de la Crítica Cinematográfica                             | 13 de marzo de 2022     | Mejor actor                                 | Nicolas Cage                     | Pendiente | [ 11 ]        |
| Detroit Film Critics Society Awards                               | 6 de diciembre de 2021  | Mejor actor                                 | Nicolas Cage                     | Nominado  |               |
| Florida Film Critics Circle Awards                                | 22 de diciembre de 2021 | Mejor actor                                 | Nicolas Cage                     | Nominado  |               |
| Florida Film Critics Circle Awards                                | 22 de diciembre de 2021 | Mejor película debut                        | Pig                              | Ganadora  |               |
| Georgia Film Critics Association Awards                           | 14 de enero de 2022     | Mejor actor                                 | Nicolas Cage                     | Ganador   |               |
| Premios Gotham                                                    | 20 de noviembre de 2021 | Mejor película                              | Pig                              | Nominada  | [ 12 ]        |
| National Board of Review Awards                                   | 2 de diciembre de 2021  | Mejor director debutante                    | Michael Sarnoski                 | Ganador   | [ 13 ] [ 14 ] |
| Sociedad de Críticos de Cine en Línea                             | 24 de enero de 2022     | Mejor película                              | Pig                              | Nominada  |               |
| Sociedad de Críticos de Cine en Línea                             | 24 de enero de 2022     | Mejor actor                                 | Nicolas Cage                     | Nominado  |               |
| Sociedad de Críticos de Cine en Línea                             | 24 de enero de 2022     | Mejor película debut                        | Michael Sarnoski                 | Nominado  |               |
| Sociedad de Críticos de Cine en Línea                             | 24 de enero de 2022     | Mejor guion original                        | Vanessa Block y Michael Sarnoski | Ganadores |               |
| San Diego Film Critics Society                                    | 10 de enero de 2022     | Mejor actor                                 | Nicolas Cage                     | Ganador   |               |
| San Diego Film Critics Society                                    | 10 de enero de 2022     | Mejor guion original                        | Michael Sarnoski                 | Nominado  |               |
| Círculo de Críticos de Cine del Área de la Bahía de San Francisco | 10 de enero de 2022     | Mejor actor                                 | Nicolas Cage                     | Nominado  |               |
| Seattle Film Critics Society Awards                               | 17 de enero de 2022     | Mejor película                              | Pig                              | Nominada  |               |
| Seattle Film Critics Society Awards                               | 17 de enero de 2022     | Mejor actor                                 | Nicolas Cage                     | Ganador   |               |
| Seattle Film Critics Society Awards                               | 17 de enero de 2022     | Mejor guion                                 | Michael Sarnoski                 | Nominado  |               |
| Asociación de Críticos de Cine de San Luis                        | 19 de diciembre de 2021 | Mejor actor                                 | Nicolas Cage                     | Ganador   |               |
| Asociación de Críticos de Cine de San Luis                        | 19 de diciembre de 2021 | Mejor guion original                        | Michael Sarnoski y Vanessa Block | Nominados |               |
| Washington D.C. Area Film Critics Association                     | 6 de diciembre de 2021  | Mejor actor                                 | Nicolas Cage                     | Nominado  |               |